# Jimmy Sham Tsz-kit
Jimmy Sham Tsz-kit   (Hong Kong britànic, 29 de juny de 1987) (xinès: 岑子杰) és un activista polític i de drets LGBT de Hong Kong. És convocant de l'organització pro-democràcia Civil Human Rights Front i secretari de l'organització de drets LGTBI Rainbow de Hong Kong. És membre de la Lliga de socialdemòcrates.